# Daniel Aletaha

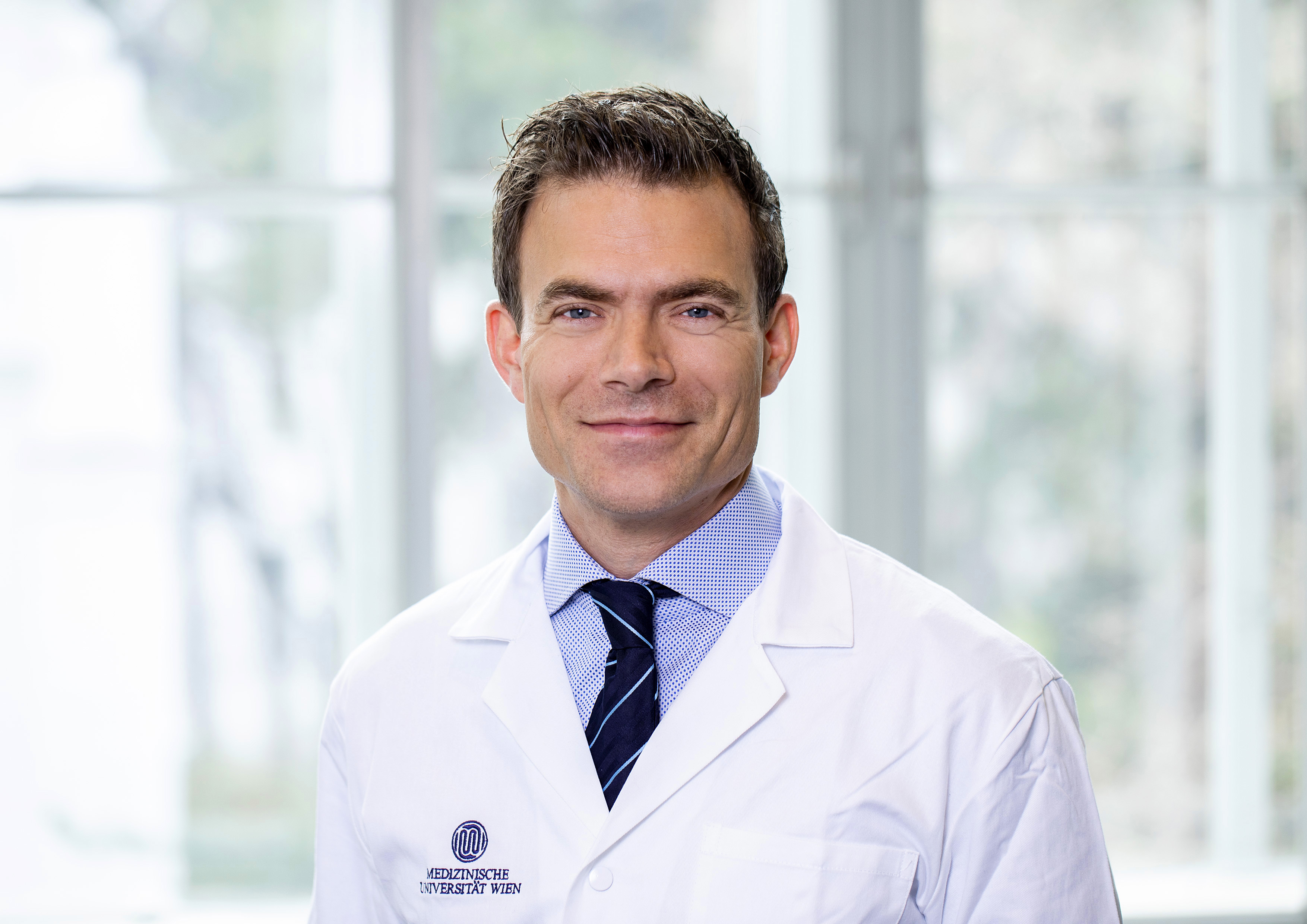
Daniel Aletaha (2019)

Daniel Aletaha (* 15. Juni 1975 in Wien) ist ein österreichischer Mediziner und Professor für Rheumatologie. Seit 1. Juli 2019 ist er Leiter der Abteilung für Rheumatologie an der Medizinischen Universität Wien.

## Leben
Aletaha studierte Humanmedizin an der Medizinischen Fakultät der Universität Wien, promovierte zum Dr. med. im Juni 1999 und absolvierte danach seine Ausbildung zum Facharzt für Innere Medizin am Allgemeinen Krankenhaus der Stadt Wien. 2006 folgte die Habilitation im Fach Innere Medizin mit seiner Schrift zu „Therapie der chronischen Polyarthritis: Strategien und deren Umsetzung“. Weitere akademische Studien schloss Aletaha als Master of Clinical Sciences (MS, Duke University, Durham, North Carolina, USA; 2006) sowie Master of Business Administration (MBA, Donau-Universität Krems; 2017) ab. Forschungsaufenthalte führten ihn unter anderem 2004–2006 an die National Institutes of Health in Bethesda, Maryland, USA. Seit 2023 ist Aletaha Präsident der Europäischen Rheumaliga (EULAR).
Im Juni 2019 wurde er als Nachfolger von Josef Smolen zum Professor für Rheumatologie berufen und zum Leiter der Abteilung für Rheumatologie an der Medizinischen Universität Wien bestellt.

## Veröffentlichungen
Aletaha ist Autor von mehr als 250 Fachpublikationen, unter anderem in internationalen Journalen wie The Lancet und Nature Medicine. Aletaha ist Erstautor der internationalen Klassifikationskriterien der rheumatoiden Arthritis (ACR/EULAR 2010 Classification Criteria for Rheumatoid Arthritis).

## Ehrungen
2005 und 2006 wurde Aletaha der Wissenschaftspreis der Österreichischen Gesellschaft für Rheumatologie (ÖGR) zugesprochen, 2011 folgt der Theodor Billroth Preis der Österreichischen Ärztekammer. 2016 wurde Aletaha zum Ehrenmitglied der Europäischen Rheumaliga ernannt (Honorary Member, EULAR).